# Katedra w Moguncji

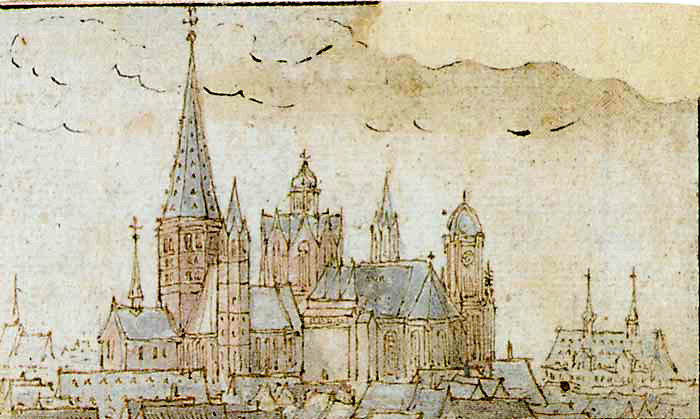
Widok katedry (rysunek z 1630)

Katedra Świętych Marcina i Szczepana (niem. Der Hohe Dom zu Mainz) – dawna katedra prymasowska, siedziba założonego w nieznanym czasie biskupstwa, a następnie od 745 roku arcybiskupstwa Moguncji. Arcybiskupi Moguncji pełnili przez wieki znaczącą rolę na arenie zarówno kościelnej, jak i politycznej (m.in. byli elektorami Rzeszy, którzy wybierali cesarza). Zabytek jest również jedną z siedmiu katedr cesarskich. Od strony historyczno-artystycznej wraz z katedrami w Spirze i Wormacji reprezentuje typ cesarskiej katedry romańskiej o dwóch chórach łączących bazylikowy korpus. Obecna katedra kryje jej długą i burzliwą historię, stanowi zbiór świadectw wielu faz jej budowy. Pomimo zawieruchy ostatniej wojny ocalały w katedrze cenne dzieła sztuki, głównie elementy rzeźby architektonicznej i jeden z największych w Europie zespół średniowiecznych i nowożytnych pomników grobowych arcybiskupów mogunckich. W sąsiadującym z katedrą Muzeum Katedralnym zachowały się liczne dzieła związane z katedrą, w tym rzeźby przegrody chórowej przypisywane Mistrzowi Naumburskiemu.

## Patrocinium
O podwójnym patrocinium katedry zadecydowały jej dzieje, oraz dwa chóry z ołtarzami. Starszy chór zachodni został poświęcony Świętemu Marcinowi rzymskiemu legioniście, misjonarzowi oraz biskupowi Tours. Natomiast powstały w XI wieku chór wschodni ma wezwanie Świętego Szczepana – pierwszego męczennika.

## Dzieje

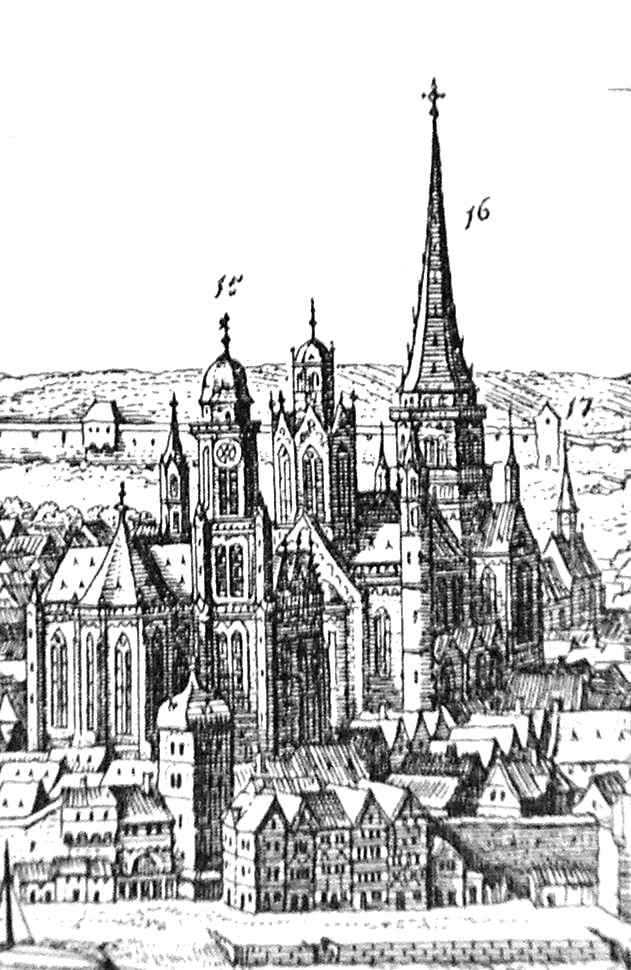
Widok katedry i kolegiaty NMP (sztych z 1633)

Początki dziejów biskupstwa mogunckiego nie są znane. Według legendarnych przesłanek Moguncja od roku 80 miała być siedzibą biskupa, którym miał być Crescens (jeden z domniemanych uczniów świętego Pawła), pełniący swoją funkcję w latach od ok. 80 do 103 roku. Historyczne wzmianki dotyczące hierarchów około początku 400 roku (wzmiankowany w Annales Fuldenses biskup Aureus, panujący przed 406 do 436 roku). Na rok 745 przypada nadanie Moguncji statusu siedziby arcybiskupstwa. Pierwszym arcybiskupem został Bonifacy – misjonarz i męczennik który zginął w 754 podczas swojej misji na terenie Fryzji.
Zanim powstała istniejąca do dziś katedra, na tym miejscu istniał konsekrowany w 911 roku przez arcybiskupa Hatto I kościół pw. Świętego Jana, który następnie nosił wezwanie Najświętszego Salwatora.

### Katedra Willigisa
W czasach panowania arcybiskupa Willigisa cesarstwo przeżywało okres ekonomicznego rozkwitu. Willigis stał się jednym z bardziej wpływowych polityków, był interrexem cesarstwa od 991 do 994, koronował on m.in. Ottona III. Za jego panowania zapadła decyzja budowy katedry w stylu ottońskim. Nowa monumentalna świątynia stanowiła część idei arcybiskupa – Moguncji jako altera Roma.
Nowa katedra przejęła funkcję dawnych świątyń: wcześniejszej katedry i kościoła św. Albana, który wchodził w skład opactwa benedyktynów. Kościół ten był miejscem szeregu synodów i innych ważnych obrad, oraz miejscem pochówku biskupów, władców świeckich m.in. Fastrady – czwartej żony Karola Wielkiego, która wcześniej brała udział w buncie przeciwko temu cesarzowi.
Świątynia składała się z dwóch chórów oraz dwóch naw poprzecznych i bazylikowego korpusu nawowego łączącego oba chóry. Nawy były nakryte drewnianym stropem. Architektoniczną dominantę stanowiło sześć wież, dwie na skrzyżowaniach naw oraz mniejsze przy ścianach transeptu. Czworoboczny krużganek i zabudowania biskupie zostały zintegrowane kolumnadą z kościołem NMP stojącą na zachód od katedry (późniejsza kolegiata Maria ad grada, zburzona w XIX w. Liczne przekazy ikonograficzne i badania naukowe pozwalają odtworzyć wygląd kościoła).
Katedra była wzniesiona z kamienia, przede wszystkim z piaskowca. Zachowane resztki ottońskiej świątyni świadczą o dbałości jej dekoracji. Za czasów arcybiskupa Bardo, ok. poł. XI wieku, pobielono elewacje wnętrza, zaś w dobie renowacji zarządzonej przez Henryka IV częściowo pomalowano mury elewacji zewnętrznych (np. gzymsy), które wyeksponowano kolorystycznie w tonacjach żółtych i czerwonych.
Większość świątyń wówczas była orientowana, prezbiterium wznoszono we wschodniej części. Jedną z treści ideowych wiązanych z wizją drugiego Rzymu lansowanej przez Willigisa jest umieszczenie prezbiterium po stronie zachodniej, co ma miejsce w najważniejszych świątyniach Rzymu, z dawną bazyliką św. Piotra na czele.
Niestety katedra Willigisa poważnie została zniszczona przez pożar już w roku jej konsekracji w 1009. Dwa lata później arcybiskup ten zmarł i został pogrzebany prawdopodobnie we wschodniej części katedry (1011). Za biskupów Erkanbalda i Aribo nie dokonano większych prac budowlanych. Dzieło to kontynuował wspomniany Bardo von Oppertshafen, aż do roku 1037, kiedy to rozbudowano zachodni chór. Pamiątką po Willigisie są przede wszystkim brązowe drzwi znajdujące się obecnie w romańskim portalu północnego wejścia do katedry.

### Katedra Henryka IV

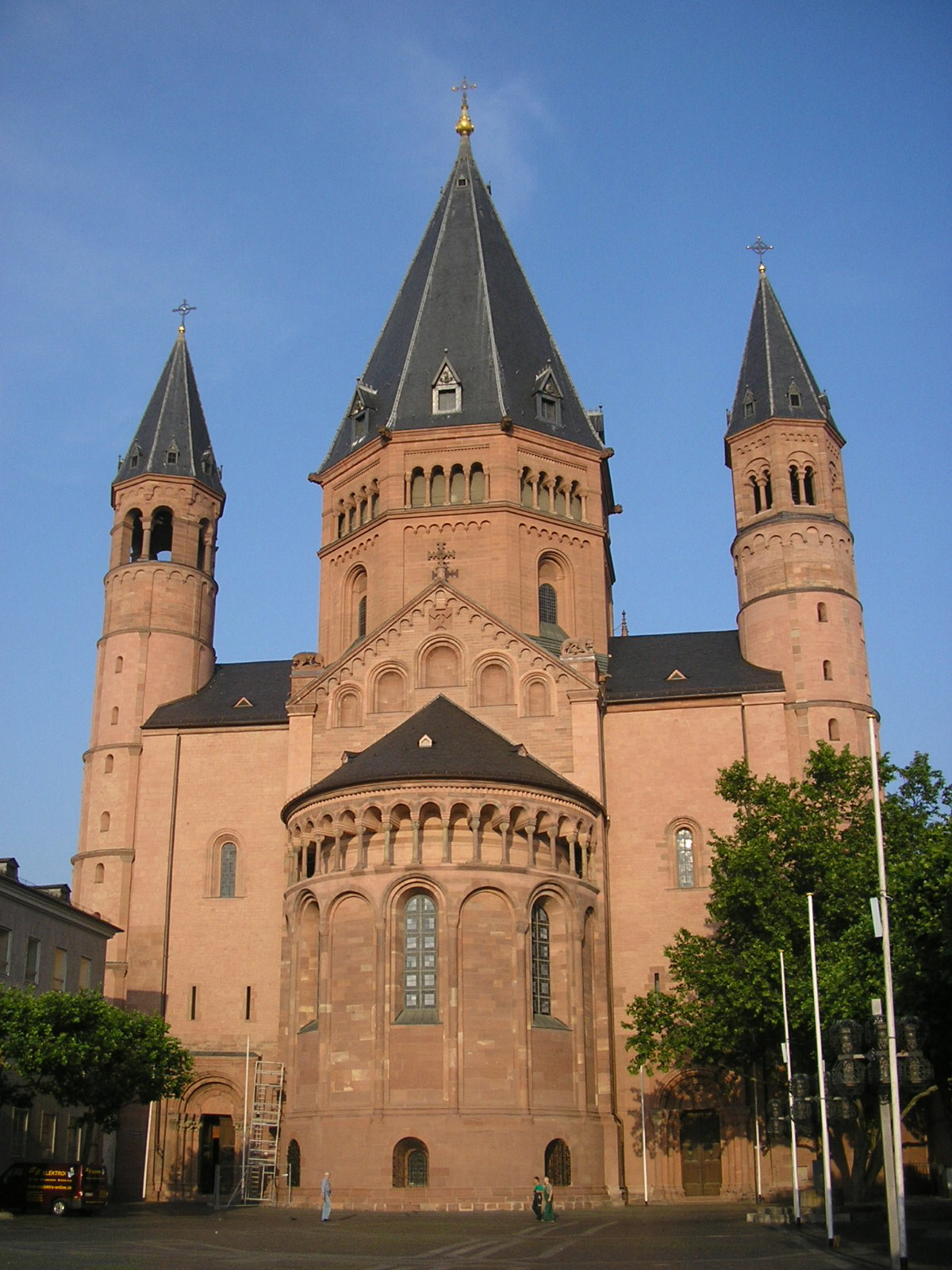
Katedra w Moguncji, widok od strony wschodniej

W roku 1081 katedra została ponownie zniszczona przez pożar. Henryk IV z dynastii salickiej polecił odbudowę świątyni ze zniszczeń. Około 1100 r. odbudowano świątynię w stylu romańskim o cechach charakterystycznych dla dzieł powstałych w Lombardii – wówczas podporządkowanej Rzeszy. Przede wszystkim rozbudowano chór wschodni, nadając mu kształt zbliżony do dzisiejszego. Otrzymał trójnawową kryptę przez co chór został znacznie podwyższony i zamknięto go półokrągłą absydą. Wzniesiono również transept oraz wieże. Na miejscu kwadratowej wieży na skrzyżowaniu naw wzniesiono ośmioboczną, zaś do ścian frontowych nawy poprzecznej wzniesiono mniejsze wieże na planie okrągłym.
Cesarz nie doczekał się ostatecznego zakończenia realizacji, które zlecił architektom (zmarł w 1106). Artystycznym wzorem dla tej rozbudowy była wzniesiona wcześniej od czasów panowania Konrada II katedra w Spirze.

### Rozbudowa nawy głównej
Arcybiskup Adalbert I von Saarbrücken (1110-1137) przebudował nawę główną i wniósł przy północnym ramieniu zachodniego transeptu dwupoziomową kaplicę Gottharda, która odgrywała rolę kaplicy pałacowej. Podobieństwa w ukształtowaniu struktury, przede wszystkim sklepień, sugerują nie tylko ten czas budowy, lecz także dalsze recepcje elementów architektonicznych z katedry w Spirze. Pomimo braku kolejnych funduszy ze strony cesarza użyto przy budowie resztek piaskowca z czasów rozbudowy za Henryka IV, oraz wapienia.
W rezultacie tej przebudowy powstała monumentalna, wysoka na 28 metrów nawa główna (nawa katedry w Spirze jest wysoka na 33 m) o trójkondygnacyjnym podziale ścian – arkady międzynawowe, rząd ślepych arkad oraz najwyżej okna. Około roku 1200 nawę główną pokryto nowymi sklepieniami krzyżowo-żebrowymi.

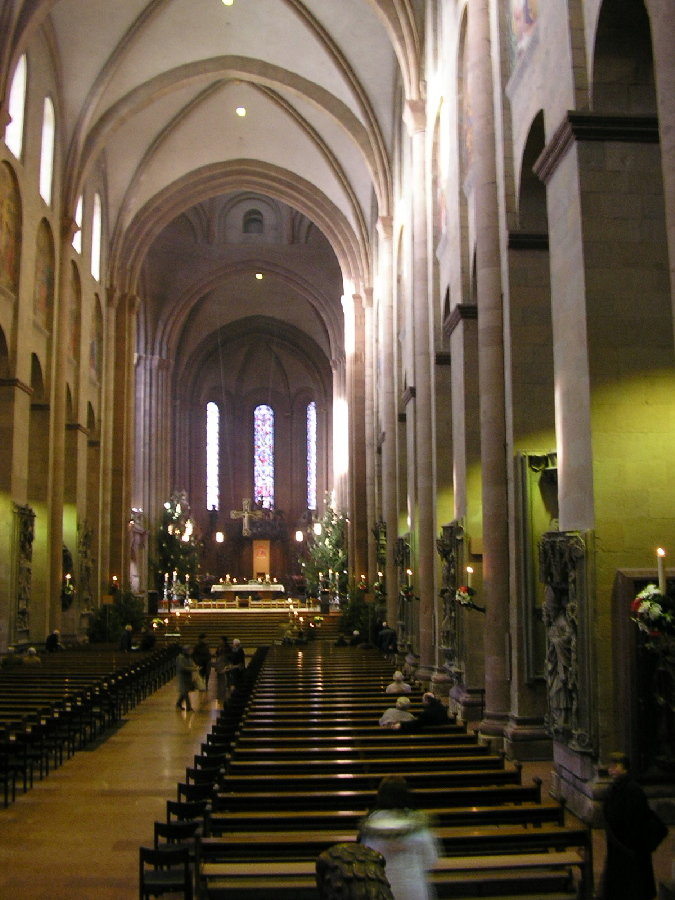
Widok na nawę główną

### Rozbudowa chóru zachodniego
Kiedy wzmocniono konstrukcję nawy głównej zapadła decyzja przebudowy zachodnich partii katedry, które wzniesiono podczas budowy za czasów Willigisa i Bardo. Motywacją do tej realizacji był rozbudowany wcześniej chór wschodni. Przede wszystkim przebudowano i powiększono chór zachodni na miejscu kwadratowego prezbiterium wzniesiono nowe o układzie treflowym – na planie zbliżonym do kwadratu z trzema absydami: wschodnią i dwoma bocznymi. Przy narożach wschodniej absydy powstały masywne półfilary w celu wzmocnienia konstrukcji istniejących wcześniej dwóch mniejszych wież flankujących wieżę umieszczoną na skrzyżowaniu naw. Ponadto na zewnątrz elewacje otrzymały charakterystyczną dla późnego romanizmu dekorację architektoniczną.

### Katedra w dobie gotyku
W kolejnych stuleciach, kiedy to arcybiskupi Moguncji mieli większy udział polityczny w cesarstwie, miało to również odbicie w kolejnych inwestycjach. O ile zewnętrzna bryła świątyni nie uległa większym zmianom, katedra wzbogaciła się o liczne dzieła, głównie rzeźby. Znajdująca się w orbicie sztuki gotyckiej Moguncja przyjęła nowy kierunek, zatrudniając w dekoracji wnętrza część warsztatu który wcześniej działał przy dekoracji katedry w Reims. Przede wszystkim wzniesiono przegrody chórowe oddzielające chóry od nawy głównej. Z zachowanych fragmentów wynika iż zachodnie lektorium tworzył wielki zespół rzeźb tworzący scenę Sądu Ostatecznego. Stopniowo wnętrze katedry wzbogacano monumentalnymi pomnikami nagrobnymi upamiętniającymi arcybiskupów, w formie płyt nagrobnych, które wmurowywano w posadzkę, lub do filarów międzynawowych.
Przy nawach bocznych powstał od XIII do XV w. szereg kaplic, pierwszą wzniesiono w 1279. W 1418 r. na zlecenie arcybiskupa Jana II z Nassau Madern Gerthener wzniósł kaplicę grzebalną (Nassauer Kapelle, Memorie) która znajduje się w narożu południowej nawy i wschodniej ściany zachodniego transeptu. Rozbudowie uległy również zabudowania biskupie, w tym czworoboczny krużganek, który otrzymał dzisiejszą formę. Podwyższono i zwieńczono nowymi hełmami obie najwyższe wieże, nadając im funkcję dzwonnic. Wieża zachodnia otrzymała strzelisty ostrosłupowy hełm. Wieża była na tyle wysoka że wymagała dodatkowego wzmocnienia dźwigających ją filarów. Filary te rozbudowano w 1430 r.

### Katedra w dobie baroku
Odbywający się w latach 1545–1563 Sobór trydencki zarządził szereg postanowień m.in. dotyczących ujednolicenia liturgii, co wiązało się ze zmianami układu przestrzennego w celu zintegrowania duchowieństwa z wiernymi. W konsekwencji m.in. wyburzono gotyckie przegrody chórowe (część zachowanych rzeźb znajduje się w przykatedralnym muzeum). W roku 1767 piorun uderzył w gotycki hełm zachodniej wieży, ponadto burza zniszczyła dach katedry. W 1769 r. architekt Franz Ignaz Michael Neumann (syn Balthasara Neumanna) zaprojektował obecny hełm wieży. W podobnej konwencji odbudowano pozostałe wieże zachodnie oraz częściowo elewacje ścian.
Wnętrze katedry zostało pobielone, chór zachodni otrzymał rokokowe stalle. Na szczycie chóru zachodniego postawiono monumentalną figurę Św. Marcina (1769).

### XIX-XX wiek

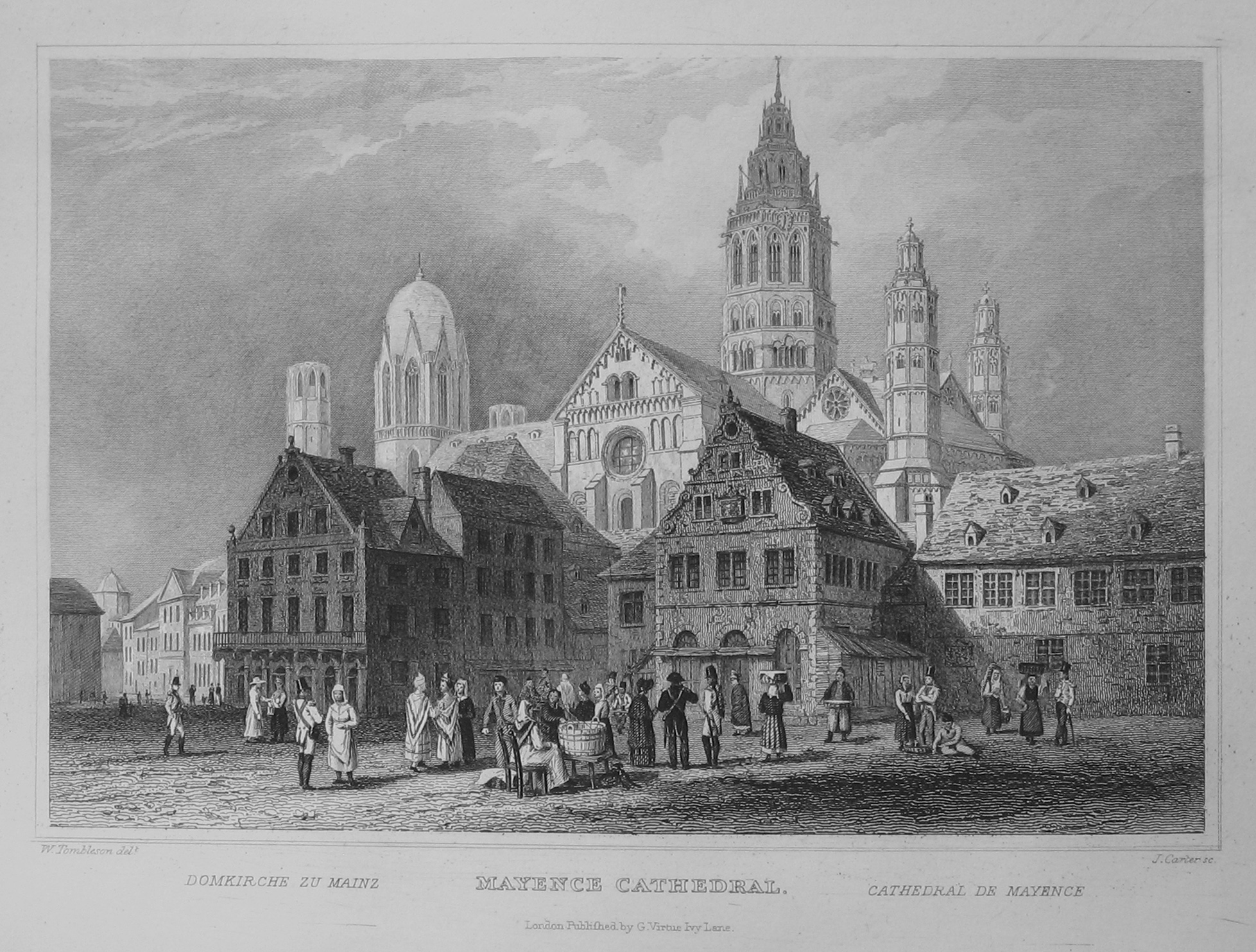
Sztych Wiliama Tomblesona (ok. 1840)

Schyłek XVIII stulecia był burzliwym okresem. Po zniszczeniach katedry w wyniku rewolucji francuskiej i najeździe wojsk francuskich w 1792 świątynia została uszkodzona w następnym roku w wyniku oblężenia Moguncji przez armię Fryderyka II. Zdobycie miasta przez Prusy przypieczętowało koniec istnienia Republiki Moguncji. Działania wojenne spowodowały zniszczenia wschodniej części katedry, zabudowań monasterium z krużgankami i sąsiedniej kolegiaty NMP, którą w 1803 zburzono. Ponadto świątynię zamieniono w obóz wojskowy, a liczne dzieła ruchome zostały sprzedane, drewniane dzieła natomiast spalono w celu ocieplenia wnętrza. Zniesiony został status arcybiskupstwa: katedra została świątynią diecezji mogunckiej, podporządkowanej archidiecezji fryburskiej z siedzibą we Fryburgu Bryzgowijskim. Tę funkcję pełni do dziś.
Biskup Josef Ludwig Colmar (1802-1818), podjął inicjatywę odbudowy katedry. Ideę tę wspierał sam Napoleon, ale do realizacji nie doszło. W 1813, w wyniku odwrotu Wielkiej Armii katedra pełniła ponownie rolę obozu wojskowego, dopiero w następnym roku przywrócono jej sakralną funkcję. Świątynie odbudowywano aż do 1831. Wschodnia wieża została przykryta żelazną kopułą (architekt Georg Moller), którą w 1870 zdjęto ze względu na jej ciężar, w wyniku którego mury wieży uległy licznym spękaniom.
Kolejne renowacje katedry przeprowadzono po zjednoczeniu Niemiec w 1871. Pracami kierował m.in. Pierre Cuypers. Odnowiono w całości wschodni chór z kryptą i sklepieniami, odsłonięto wiele zabytkowej substancji, przywrócono tej części wygląd z czasów Henryka IV. Wschodnią wieżę zwieńczono neoromańskim hełmem w formie ostrosłupa.

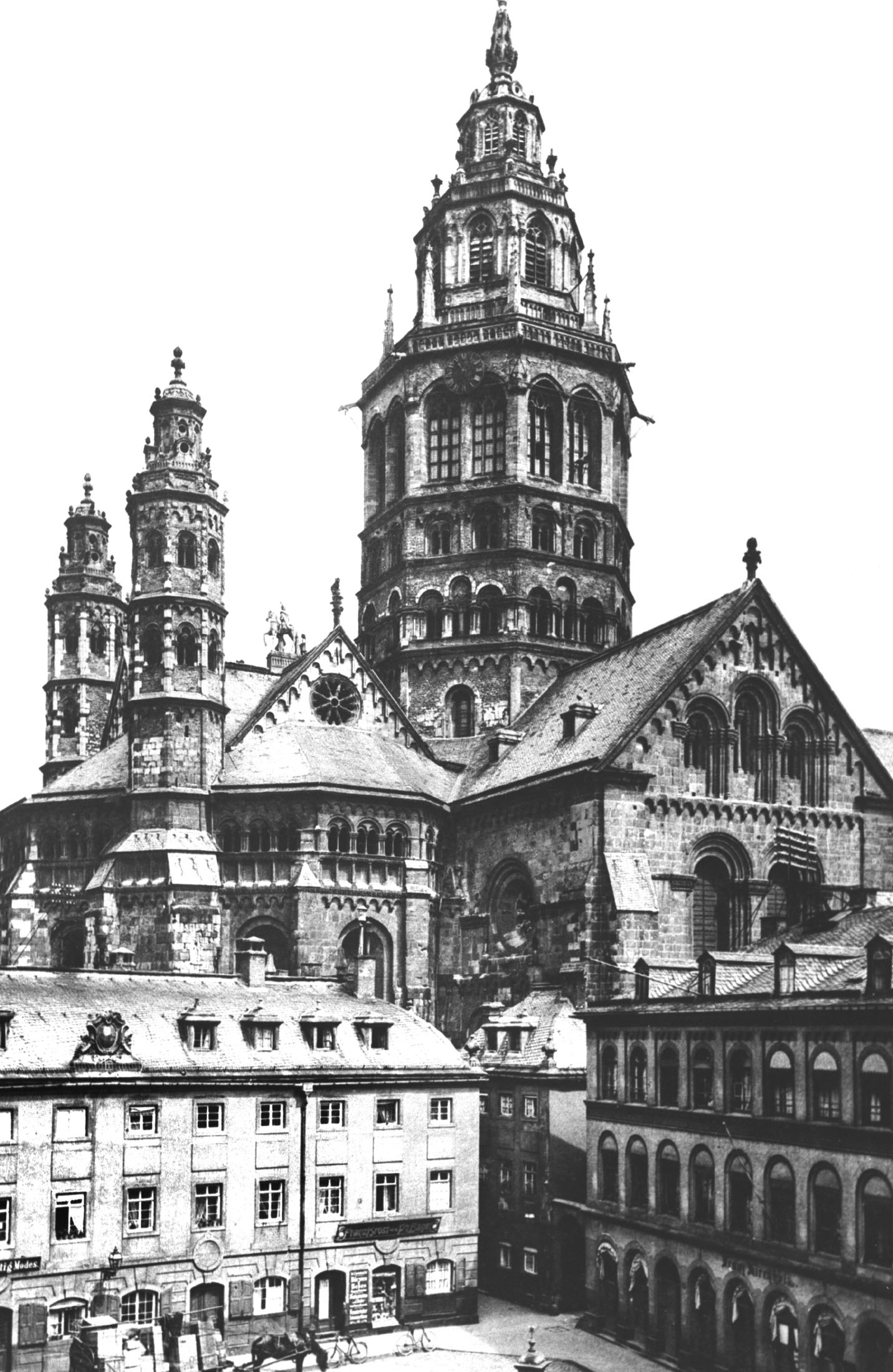
Fragment katedry – widok na chór zachodni od strony południowej (fotografia z ok. 1900)

Wnętrze katedry zostało gruntownie odrestaurowane, w ślepych arkadach zostały umieszczone freski z cyklem chrystologicznym namalowane przez Philippa Veita – jednego z głównych przedstawicieli nazareńczyków.
Następne prace konserwatorskie rozpoczęły się po roku 1900 i miały na celu zabezpieczenie katedry przed kolejnymi uszkodzeniami. Regulacja brzegów Renu obniżyła znacznie poziom rzeki, z kolei uszkodzone drewniane podwaliny oraz kamienne fundamenty wzmocniono w 1909 r. W latach 1924–1928 wzmocniono stare fundamenty nowymi betonowymi. Dodatkowo części konstrukcyjne oraz wieże wzmocniono żelbetem. Próbowano również przywrócić pierwotną kolorystykę ścian (architekt Paul Meyer-Speer), co udało się w pełni wykonać dopiero po wojnie.
W czasie II wojny światowej Moguncja była celem licznych bombardowań alianckich. Katedra została ciężko zbombardowana w sierpniu w 1942. Spłonęły dachy (ocalały sklepienia i hełmy wież), zniszczeniu uległa górna kondygnacja gotyckich zabudowań biskupich oraz część rzeźb i detali architektonicznych. Zniszczenia szczęśliwie nie objęły zabytkowego wyposażenia, zaś zbiory muzeum katedralnego zostały ewakuowane. Odbudowa katedry i gruntowna konserwacja trwały do lat 70. Kolejne drobne konserwacje (m.in. pomalowanie murów w czerwonej tonacji) stanowiły część prac przygotowawczych do uroczystości jubileuszu tysiąclecia katedry, który był obchodzony w 1975 roku.
Podczas pierwszej podróży apostolskiej po Niemczech Ojciec Święty Jan Paweł II dnia 16 listopada 1980 odwiedził moguncką katedrę.

## Miejsce koronacji władców
Prestiżowe znaczenie katedry dla całej Rzeszy tworzyły – oprócz wielkiego zasięgu posiadłości arcybiskupów mogunckich – koronacje władców. W dobie średniowiecza katedra w Moguncji stanowiła miejsce koronacji królów i cesarzy, będąc najważniejszą – po katedrze w akwizgrańskiej – świątynią pełniącą tę funkcję.
Wpierw koronacje odbywały się w kościele św. Jana który odgrywał rolę kościoła katedralnego, zanim ten status przeniesiono do obecnej świątyni. Byli tam koronowani:
- Henryk II (6 czerwca 1002) przez arcybiskupa Willigisa,
- Konrad II (8 września 1024) przez arcybiskupa Aribo.

Koronę królewską otrzymali w katedrze następujący władcy:
- Agnieszka z Poitou w 1043 przez arcybiskupa Bardo;
- Rudolf Szwabski (znany również jako Rudolf von Rheinfelden, antykról Henryka IV) w dniu 26 marca albo 7 kwietnia 1077 przez Zygfryda I von Eppstein;
- Matylda angielska (później żona Henryka V) przez arcybiskupa kolońskiego Fryderyka von Schwarzenburga dnia 25 lipca 1110;
- Filip Szwabski (koronowany 8 września 1198) przez biskupa Aimo von Tarantaise;
- Fryderyk II dnia 9 grudnia 1212 przez Zygfryda II von Eppstein;
- Henryk Raspe dnia 22 maja 1246 przez Zygfryda III von Eppstein.

## Architektura

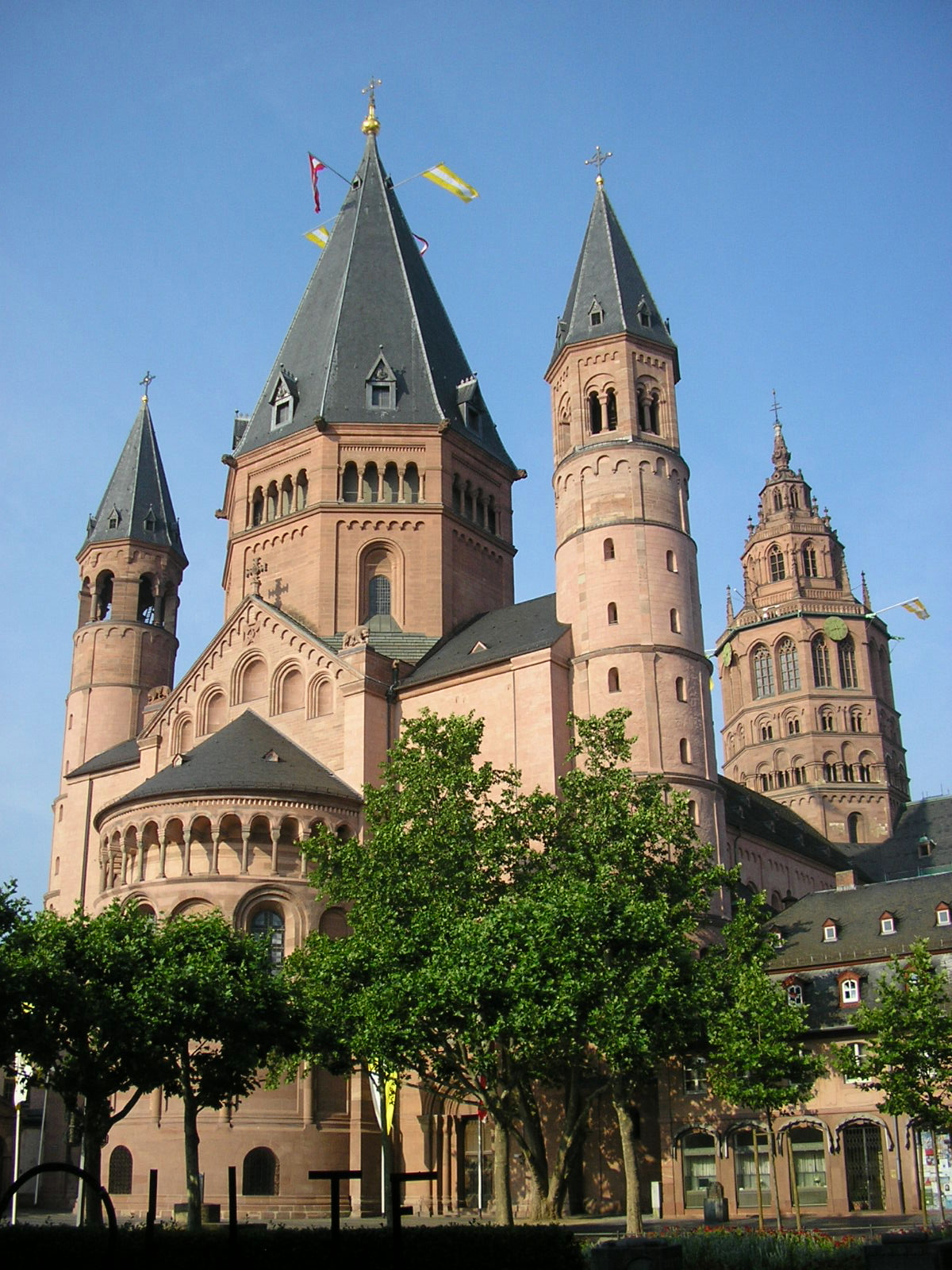
Widok na katedrę od strony północno-wschodniej

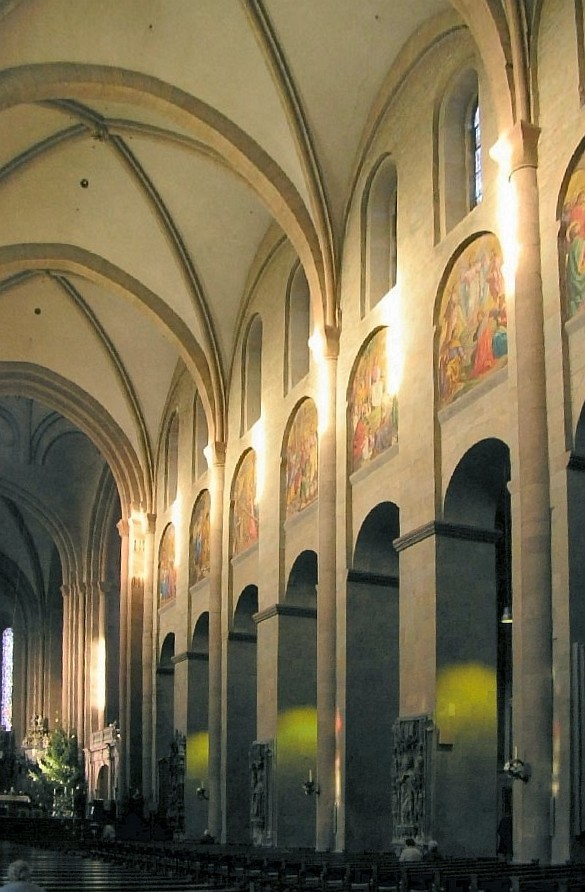
Nawa główna (widoczna romańska artykulacja ścian)

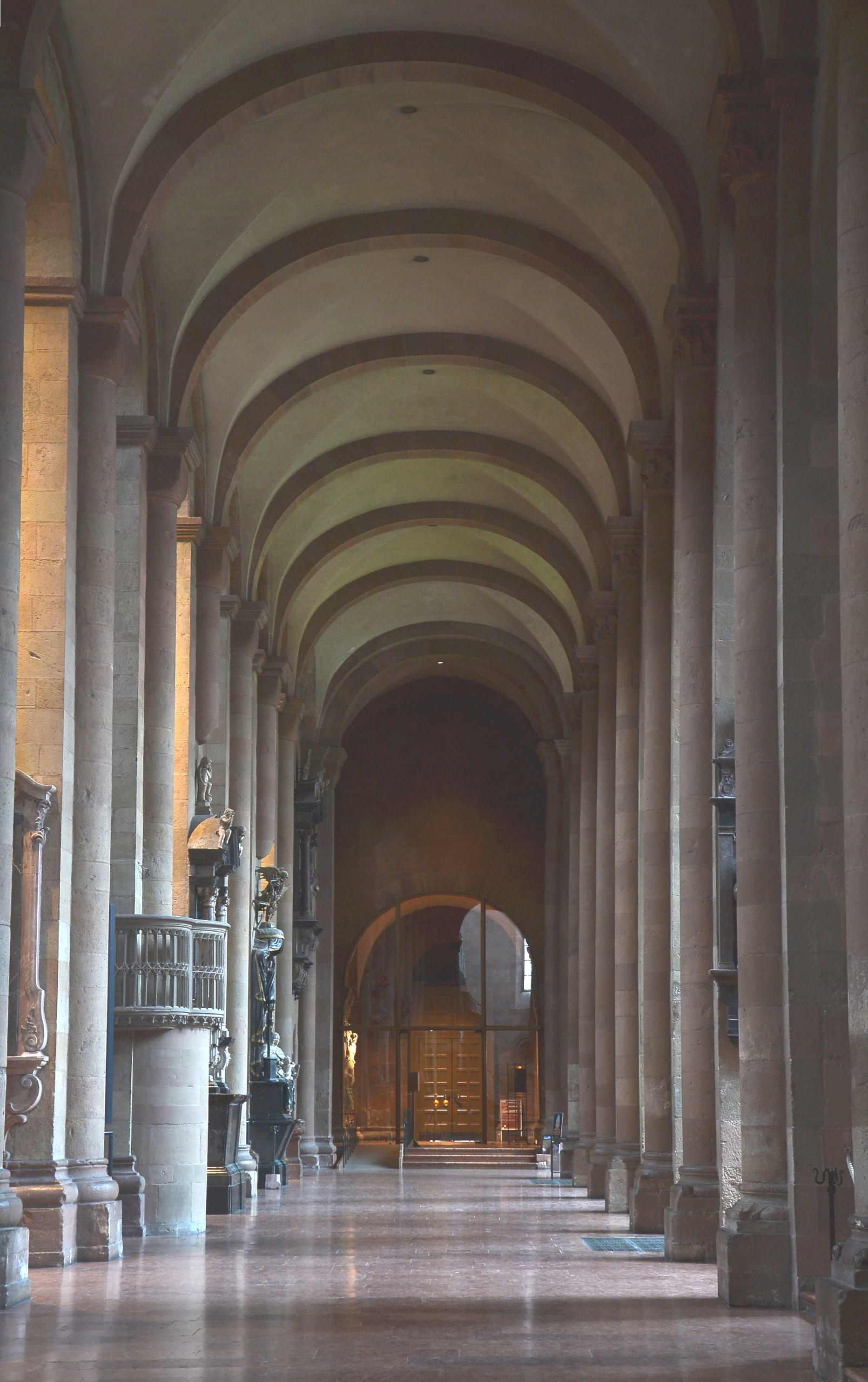
Nawa południowa

### Wnętrze
Katedra w Moguncji składa się z dwóch chórów – wschodniego i zachodniego, połączonych trójnawowym pięcioprzęsłowym korpusem nawowym w układzie bazylikowym.
Nawy zbudowane są w systemie wiązanym – jednemu przęsłu w nawie głównej odpowiadają w nawach bocznych po dwa przęsła nawy bocznej. Proporcjonalnie każde z przęseł ma większą szerokość niż długość. W okresie panowania stylu gotyckiego do naw bocznych dobudowano szereg kaplic w większości dostosowanych do proporcji, co czyni cały korpus zwartym i spójnym.
Konsekwencją systemu wiązanego jest artykulacja ścian nawy głównej. W obrębie jednego przęsła znajdują się po dwa okna poniżej których ściany nawy głównej są artykułowane płaskimi ślepymi arkadami, które wyrastają ponad arkadami wspartych na masywnych kwadratowych filarach.
Co drugi filar posiada od strony nawy głównej półokrągłą służkę. Na służkach spoczywa sklepienie nawy głównej w typie krzyżowo żebrowym. W od strony naw bocznych każdy z filarów posiada służkę, które wspierają gurty sklepień naw bocznych (krzyżowych, pozbawionych żeber).
Bardziej skomplikowana jest struktura chórów, które wraz z transeptami tworzą silne dwa akcenty zamykające monumentalną bryłę. Oddzielające je od reszty kościoła monumentalne profilowane łuki tęczy wraz z Wzniesiony za czasów salickich obecny chór wschodni niemal w całości jest wpisany w obręb nawy poprzecznej jedynie poza wschodnie ściany transeptu wysunięta jest półokrągła w planie absyda poprzedzona monumentalnym łukiem tęczowym z profilowanymi ościeżami co optycznie powiększa przestrzeń wnętrza kościoła.Przed absydą znajduje się przykryte ośmioboczną kopułą przęsło wschodnie, widoczne na zewnątrz jako wieża. Z czterech okien dolnej kondygnacji pada światło do wnętrza. Ramiona transeptu w planie zbliżone do kwadratu są wewnątrz oddzielone od chóru płaskimi ścianami z pojedynczymi prostokątnymi przezroczami formie zamkniętych półkoliście arkad.
Późniejszy jest chór zachodni, który w swojej formie ma liczne analogie do wschodniego. Składa się z dwóch przęseł: jednego zintegrowanego z transeptem z kopułą na skrzyżowaniu naw, oraz drugiego na planie trójliścia z trzema absydami. Ośmioboczna kopuła wsparta jest na pendentywach. Ściany wewnętrzne bębna artykułowane są trzema kondygnacjami ślepych arkad, oraz fryzem arkadowym.
W różnych partiach katedry zachowały się do dziś nieliczne elementy rzeźby architektonicznej, przede wszystkim romańskiej, którą tworzy zespół kapiteli o typach kostkowym i kielichowym zdobiących niektóre półfilary, gł. w nawach bocznych i wschodnim chórze, pochodzące z XI i XII w. przede wszystkim z motywem plecionki, liśćmi palmetowymi, akantu, oraz motywami zwierzęcymi, np. walczące smoki czy centaury. Podobne motywy występują w szczątkowo zachowanych fryzach. Gotycką rzeźbę architektoniczną reprezentują m.in. dwa XIV-wieczne zworniki w kaplicy Św. Magnusa (przy nawie północnej), przedstawiające głowę z ułożonymi promieniście liśćmi, oraz płaskorzeźbioną scenę Koronacji NMP.

### Kaplica Św. Gotharda
Przylegająca do północnego ramienia zachodniego transeptu kaplica Św. Gotharda jest dwupoziomowa, orientowana, na planie zbliżonym do prostokąta. Każda z trzech naw w dolnej kondygnacji jest zamknięta własną absydą, zaś w górnej, takie zamknięcie ma jedynie środkowa. Nawę główną tworzy jedno środkowe przęsło o wysokości całego wnętrza otoczona ze wszystkich stron parą arkad wyznaczającą dwupiętrowy układ, co nadaje kaplicy reprezentacyjny charakter, oraz centralizuje przestrzeń wnętrza.
Od zewnątrz jest częściowo wtopiona w bryłę katedry, jedynie elewacja północna i częściowo wschodnia posiadają w górnej części balkon w formie arkadowej galerii, co stanowi dysonans dla masywnej kubicznej bryły kaplicy.

### Memorium
Centralizujący układ przestrzenny posiada również Memorium – kaplica grzebalna powstała ok. 1417 r. Wyróżnia ją bogata dekoracja architektoniczna i rzeźbiarska dzieła Maderna Gartenera – rzeźbiarza działającego w środkowej Nadrenii i Hesji. Wejście do niej znajduje się w zachodniej części nawy południowej. Ozdobione jest monumentalnym portalem zamkniętym ostrołukowo, wraz z niewielką wimpergą tworzy łuk typu ośli grzbiet. Profilowane ościeża i archiwolta posiadają pełnoplastyczne rzeźby z przedstawieniami świętych. Drzwi wejściowe flankują patronowie katedry, na archiwoltach święte: Elżbieta, Małgorzata, Barbara, Agnieszka, Katarzyna, Dorota. Od wewnątrz wejście to posiada portal, z ażurowym tympanonem, zdobionym bogatą dekoracją maswerkową. Wejście flankują kamienne wieżyczki zwieńczone fialami. W dolnych częściach na konsolach stoją rzeźby świętych Katarzyny i Barbary, oraz Małgorzaty i Doroty. Obok portalu gotyckiego zachował się drugi, romański, z ok. 1200. Bogatą dekorację tworzy fryz z przedstawieniami walczących smoków, oraz tympanon z popiersiem Św. Marcina w stroju biskupim trzymającego w rękach otwartą księgę i model kościoła.

### Zewnętrzne elewacje
W architekturze elewacji zewnętrznych widoczne są różnice w kształtowaniu się sztuki romańskiej z czasów dynastii salickiej, a architektura doby Hohenstaufów. Starszy chór wschodni jest nader skromny, kubiczny w swojej formie. Od strony plastycznej, zaakcentowana została absyda przez plastyczne profilowane obramienie trzech okien i nisz umieszczonych pomiędzy nimi, oraz galerią arkadową umieszczoną tuż ponad oknami. Elewacje chóru zachodniego posiadają w narożach skarpy. Fryz arkadkowy wzbogaca w dwóch ciągach górne partie lica, oraz szczyty wieńczące ściany, które są przeprute licznymi oknami o profilowanych obramieniach. Galerie arkadowe rozmieszczone powyżej absyd tworzą rzędy okien z biforiami. Powyżej dachów absyd szczyty z rozetami. Architektura chóru zachodniego cechuje nagromadzenie okien oraz dekoracji co czyni go bardzo plastycznym w stosunku do reszty katedry.
Architektura korpusu nawowego jest nader skromna. Ściany nawy głównej są jedynie artykułowane lizenami, wieńczy je fryz arkadkowy. Niewielkie okna nawy głównej kontrastują z dużymi gotyckimi oknami kaplic z bogatą dekoracją maswerkową.

#### Portal i drzwi Willigisa

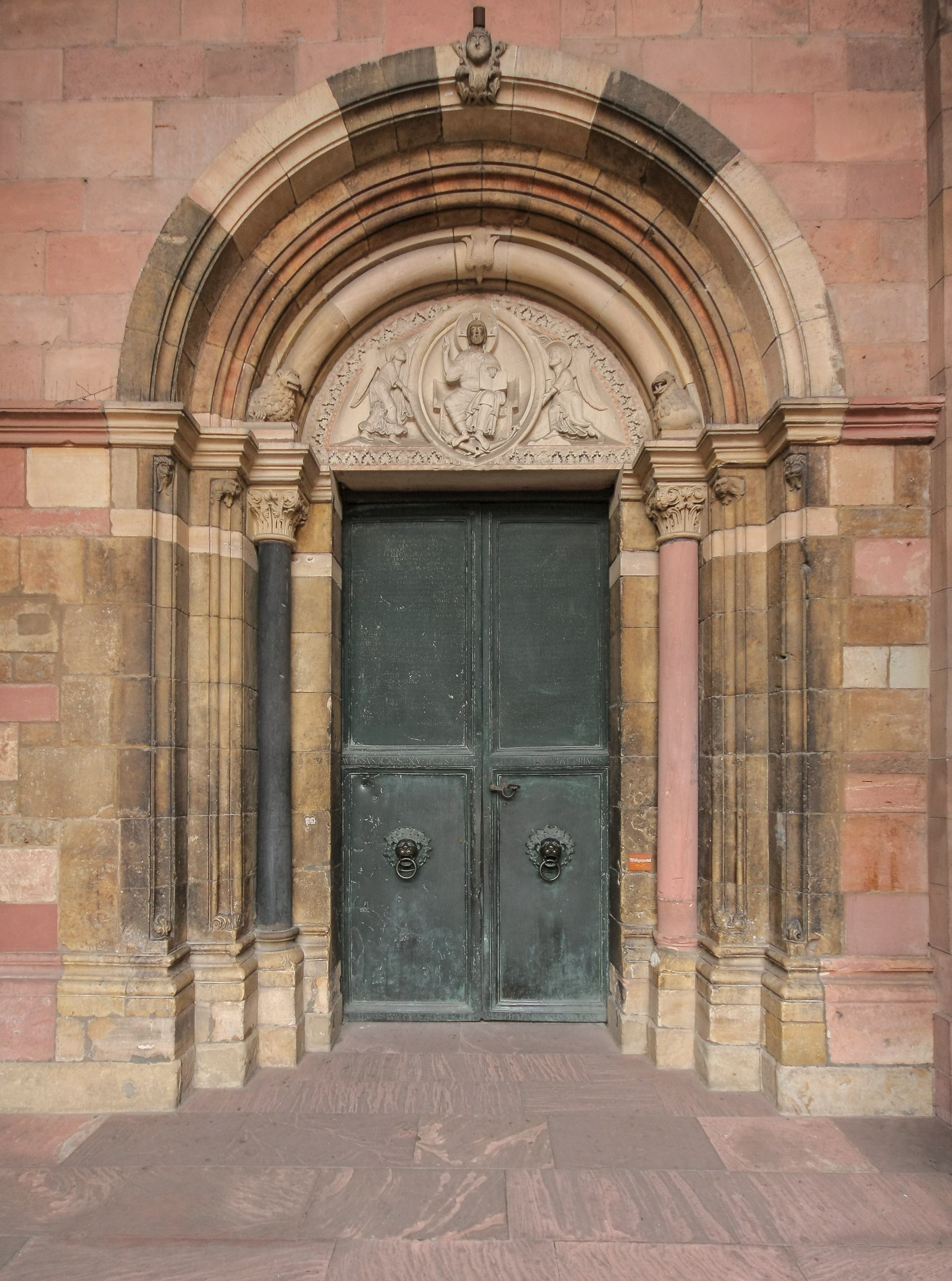
Południowy portal katedry z Drzwiami Willigisa

Spośród kilku wejść wyróżnia się portal północny (Marktportal), późnoromański z początku XIII w. o zróżnicowanej dekoracji kolumn przy ościeżach i archiwolt, kolumny flankujące wejście posiadają kapitele z dekoracją liściastą, powyżej belkowania figury siedzących lwów, w kluczu portalu zaś motyw maski. Uwagę zwraca tympanon, z przedstawieniem Chrystusa w mandorlii w typie Maiestas Domini adorowanego przez anioły. Najcenniejszym zabytkiem tego wejścia są zachowane brązowe drzwi, zwane Drzwiami Willigisa, pochodzące z czasów panowania arcybiskupa. Każde skrzydło zostało odlane jako całość. Posiada po dwa pola, obramione profilowanymi listwami. W Pola górne zostały ozdobione inskrypcjami o rzymskiej antykwie zaś dolne posiadają ozdobne kołatki w kształcie lwich głów.

#### Wieże i dzwony
Widoczne z daleka sześć wież stanowią dominantę w panoramie Moguncji. Każdy z chórów posiada po trzy wieże, jedną wzniesioną na skrzyżowaniu naw, oraz dwie mniejsze. Każda z wież posiada wielokondygnacyjny podział ścian, w górnych piętrach większych wież umieszczono następujące dzwony.
| Nr | Nazwa       | Dźwięk (16tel) | Waga (kg) | Ludwisarz       | Miejsce odlania | Rok odlania |
| 1  | Marcin      | b0-3           | 3550      | Josef Zechbauer | Moguncja        | 1809        |
| 2  | Maria       | c1-3           | 2000      | Josef Zechbauer | Moguncja        | 1809        |
| 3  | Albert      | d1-3           | 1994      | F.W.Schilling   | Heidelberg      | 1960        |
| 4  | Willigis    | es1-3          | 1607      | F.W.Schilling   | Heidelberg      | 1960        |
| 5  | Józef       | f1-3           | 1050      | Josef Zechbauer | Moguncja        | 1809        |
| 6  | Bonifacy    | g1-3           | 550       | Josef Zechbauer | Moguncja        | 1809        |
| 7  | Bilhildis   | b1-3           | 548       | F.W.Schilling   | Heidelberg      | 1960        |
| 8  | Święty Duch | d2-1           | 274       | Ars Liturgica   | Maria Laach     | 2002        |
| 9  | Lioba       | f2-3           | 147       | F.W.Schilling   | Heidelberg      | 1960        |

### Wymiary
- Długość katedry: 116 m, 109 m (wnętrze)
- Długość nawy głównej: 53 m
- Szerokość naw bocznych: 13,5 m
- Wysokość nawy głównej: 29 m
- Wysokość wieży zachodniej: 83 m
- Wysokość sklepienia pod wieżą wschodnią: 38 m
- Wysokość sklepienia pod wieżą zachodnią: 44 m

## Wystrój wnętrza

### Ołtarze

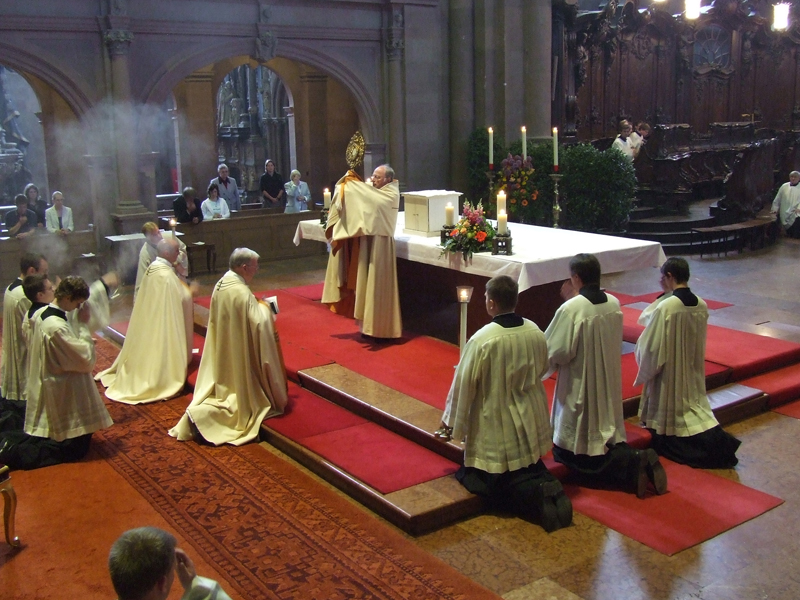
Uroczysta Msza św. z okazji Bożego Ciała przy ołtarzu w zachodnim chórze katedry mogunckiej

Obecny ołtarz główny jest dziełem współczesnym. Tworzy go stół ołtarzowy oraz zawieszony powyżej niego krucyfiks. W kaplicach zachowało się kilka zabytkowych m.in. Ołtarz Mariacki – późnogotycki tryptyk z ok. 1520 z pełnoplastycznymi figurami w środkowej części przedstawiające Marię z Dzieciątkiem oraz biskupów – Św. Marcina i Św. Bonifacego. Pozostałe części ołtarza neogotyckie. Na bocznych skrzydłach płaskorzeźbione sceny Bożego Narodzenia i Pokłonu Trzech Króli. Renesansowy Ołtarz z Bassenheim jest przykładem tzw. małej architektury. Jest to kilkukondygnacyjna nastawa o bogatej dekoracji rzeźbiarskiej. Przed nią znajduje się mensa jako kompozycja figuralna przedstawiającą Grób Pański. Na powierzchni mensy figura zmarłego Chrystusa, przy niej figury Marii, Jana Ewangelisty, Marii Kleofasowej i Marii Magdaleny, oraz po bokach Józefa z Arymatei i Nikodema. Forma nastawy utworzona jest za pomocą form architektonicznych poszczególne podziały na osie zaakcentowano pilastrami i kolumnami dźwigającymi belkowania oddzielającymi kondygnacje. Dolna kondygnacja zdobi wieloplanowa scena Biczowania, z pełnoplastycznymi figurami Jezusa oraz dwóch oprawców. Powyżej w tondzie płaskorzeźba z wyobrażeniem Boga w niebiosach, które flankują rzeźby Św. Piotra i Św. Pawła. Na szczycie Grupa Ukrzyżowania. Po bokach kolejne reliefy ze wątkami pasyjnymi oraz sceny Kazania Jana Chrzciciela i Mojżesza niosącego tablice. Poniżej sceny głównej przedstawienie Veraiconu otoczonego aniołami. Podobny kształt mają Ołtarz Scharfensteinerów – renesansowy ze reliefowymi scenami Ostatniej Wieczerzy i Wniebowstąpienia i figurami klęczących fundatorów, oraz Ołtarz Fürsterbergerów ze scenami Chrztu Chrystusa w Jordanie, pośrodku oraz Kazaniem Jana Chrzciciela i Ścięciem Jana Chrzciciela po bokach. Wczesny barok reprezentuje Ołtarz Św. Michała z architektoniczną formą retabulum ze scenami Ofiary Izaaka, Wniebowstąpieniem i pełnoplastyczną figurą archanioła zwyciężającego szatana; Manierystyczny Ołtarz Nassau zdobią reliefy ze scenami m.in. Ukrzyżowania, Zmartwychwstania i Wniebowstąpienia.

### Chrzcielnica

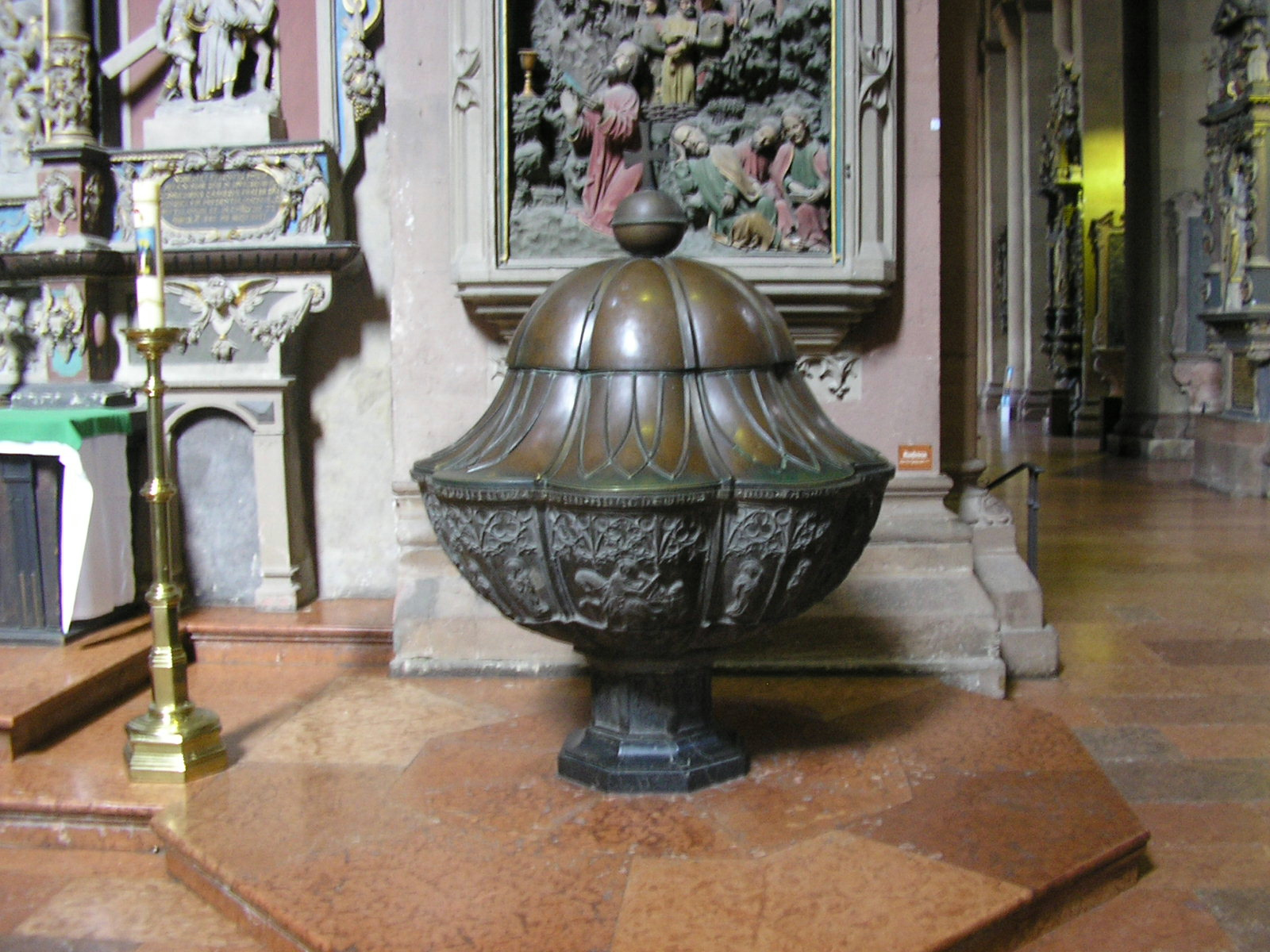
Gotycka chrzcielnica

Cennym zabytkiem jest gotycka chrzcielnica wykonana z cynku w XIV w. Pokrywa misy pochodzi z XIX wieku. Misę na planie ośmioliścia zdobią płaskorzeźbione postaci patronów katedry, w tym Świętego Marcina dzielącego się swoim płaszczem z żebrakiem, oraz Madonny z Dzieciątkiem adorowanej przez anioły.

### Pomniki grobowe arcybiskupów

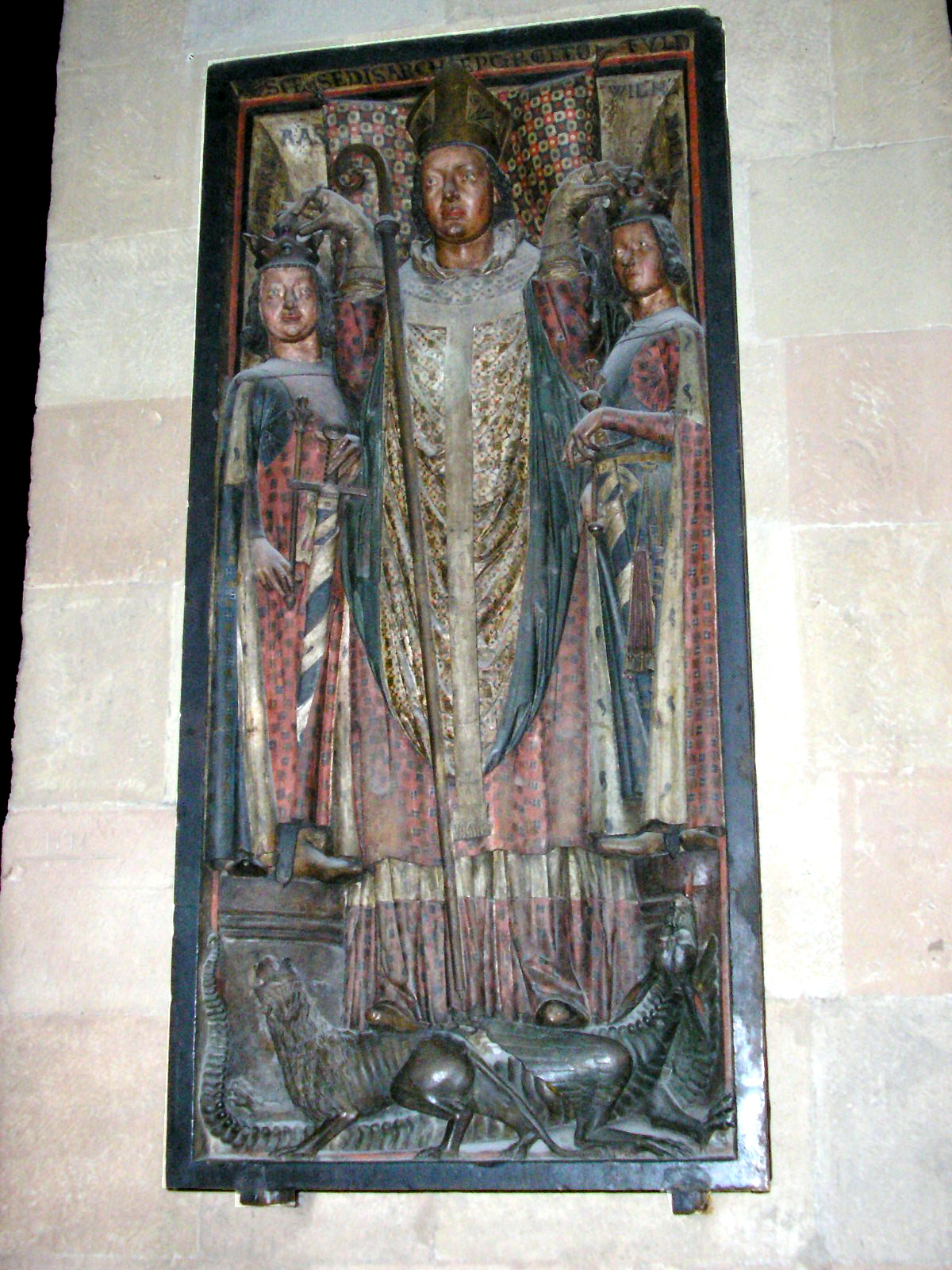
Gotycki nagrobek Zygfryda von Eppstein

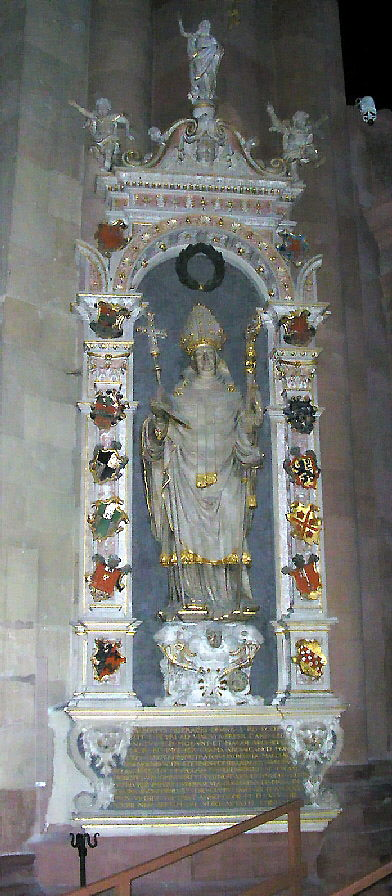
Renesansowy nagrobek Albrechta von Brandenburg

Wnętrze katedry zawiera wielki zespół płyt nagrobnych biskupów i arcybiskupów Moguncji. Dzieła w większości są wtórnie wmurowane w ściany filarów międzynawowych. Największy zespół tworzą gotyckie pomniki nagrobne, ten cykl chronologicznie rozpoczyna nagrobek Zygfryda I von Eppstein. Kilka z dzieł zawiera wyszukane treści ideowe mające odzwierciedlić znaczącą rolę zarówno arcybiskupstwa jako silnej instytucji, jak danych hierarchów których większość odgrywała rolę elektorów Rzeszy. Wspólną cechą ich jest ukazanie en face postaci arcybiskupa (wyjątek stanowi postać Uriela von Gemmingen) który został ukazany z profilu w pozie klęczącej. Ponadto wiele tych dzieł cechuje trójdzielność kompozycji, pośrodku znajduje się figura zmarłego, po bokach pionowo usytuowane mniejsze postaci m.in. świętych. W przypadku dzieł renesansowych najczęściej ukazywana jest postać odznaczona wszystkimi atrybutami poświadczających wszystkie godności i funkcje jakie pełnił dany hierarcha za życia.
Wewnątrz katedry znajdują się pomniki nagrobne:
- Zygfryda III von Eppstein (+1249) – ukazuje biskupa koronującego Henryka Raspego, landgrafa Turyngii i hrabiego Wilhelma z Holandii. Dzieło to ilustruje polityczne aspiracje arcybiskupa. Jego postać jest większa, a zatem i ważniejsza od koronowanych przez niego władców. Fryderyk II Hohenstauf mianował Zygfryda namiestnikiem Rzeszy. Od strony stylistycznej forma i kompozycja nagrobka, oraz sposób modelowania płaskorzeźbionych postaci zdradzają wczesny gotyk;
- Petera von Aspelt (+1320) – od strony ikonograficznej rozwija koncepcję i program polityczny najstarszego nagrobka. Pośrodku stoi arcybiskup który koronuje trzech władców: Jana Luksemburskiego, Henryka VII oraz Ludwika Bawarskiego. I w tym wypadku postacie władców są mniejsze niż arcybiskupa. Wizerunki zostały wyrzeźbione w płaskim reliefie. Kompozycja figuralna zamknięta jest w wielkiej ostrołukowej arkadzie;
- Adalberta von Sachsen (+1484) – późnogotycki, o trójdzielnej kompozycji. Pośrodku pełnoplastyczna postać arcybiskupa trzymającego krzyż kardynalski i zamknięta księgę. Kardynał odziany w płaszcz którego spina zapona z płaskorzeźbionym wizerunkiem Św. Marcina w charakterystycznym typie ikonograficznym – świętego na koniu oddającego płaszcz żebrakowi. Po bokach mniejsze rzeźby na których przedstawieni są święci Marcin, Barbara, Katarzyna oraz Madonna z Dzieciątkiem oraz herby Saksonii i arcybiskupstwa mogunckiego. U stóp dwie postaci trzymające herb rodowy hierarchy. Ponad stojącego na konsoli postacią ażurowy, bogato zdobiony baldachim;
- Mathiasa von Bucheck (+1328) – płaskorzeźbiony, z przedstawieniem zmarłego który umieszczony jest w niszy pośrodku kompozycji. Postać jest adorowana przez dwa anioły. W wieżyczkach flankujących postać pełnoplastyczne figurki świętych Benedykta, Jerzego, Klary oraz Katarzyny.
- Bernhardta von Breidenbach (+1497) – późnogotycki, płaskorzeźbiony z postacią zmarłego leżącego na poduszce. Okryty szatami ma skrzyżowane ręce, pośrodku na jego piersiach spoczywa kielich. Bogato zdobione zwieńczenie tworzy baldachim w kształcie trzech oślich łuków;
- Adolfa von Nassau (+1390) – gotycki z płaskorzeźbioną postacią arcybiskupa ukazanego w pozie modlitewnej. Ma złożone ręce, prawym przedramieniem podpiera pastorał. Po bokach, na wysokości głowy klęczące na konsolkach dwa anioły-ministranci z kadzielnicami. Architektoniczną oprawę nagrobka tworzą trójboczny baldachim z wimpergami oraz pinakle z żabkami flankujące płytę nagrobną zmarłego;
- Uriela von Gemmingen (+1514) – późnogotycki, dzieło Hansa Backhoffena z przedstawieniem Chrystusa ukrzyżowanego u stóp którego stoją święci Bonifacy i Marcin, przy których klęczy arcybiskup. Nawiązuje przy tym do charakterystycznego dla malarstwa gotyckiego typu ikonograficznego Grupy Ukrzyżowania, gdzie oprócz stojących u stóp Chrystusa Marii i Jana Ewangelisty oraz klęczącej Marii Magdaleny. Rolę tę przejęli święci oraz Uriel von Memmingen;
- Jakoba von Liebenstein (+1508) – późnogotycki, przypisywany Hansowi Backhoffenowi. Powyżej pełnoplastycznego przedstawienia arcybiskupa, baldachim w formie splecionych ostrych łuków. Przy lizenach po bokach postaci hierarchy święci Marcin, Maurycy oraz Bonifacy i Jerzy;
- Albrechta von Brandenburg (+1545) – renesansowy, ukazujący arcybiskupa w bogato zdobionej arkadowej niszy. Ilustracją jego funkcji zarówno arcybiskupiej jak kardynalskiej są insygnia – pastorał i krzyż pontyfikalny. Ponadto nosi dwa paliusze – Albrecht von Brandenburg zarządzał dwoma archidiecezjami – moguncką i magdeburską. Poniżej postaci tablica inskrypcyjna, na zwieńczeniu Chrystus Zmartwychwstały w asyście aniołów;
- Daniela Brendela von Homburg (+1582) – monumentalny, manierystyczny pomnik hierarchy i członków rodu, z którego pochodził. Dzieło Gerharda Wolffa z 1612 r. w formie nawiązującej do manierystycznych nastaw ołtarzowych. Część główną tworzy trójarkadowa nisza w której znajduje się ukrzyżowany Chrystus któremu udziela łaski Bóg Ojciec ukazany ponad Zbawicielem ubrany w strój papieski. U stóp Chrystusa klęczy arcybiskup wraz z członkami rodu. Obramienia niszy zdobią liczne herby z klejnotami. Zwieńczenie zdobi dekoracja figuralna i ornamentalna;

oraz
- Konrada von Weinsperg (+1394);
- Johanna II von Nassau (+1418);
- Konrada III von Daun (+1434);
- Dietera von Isenburg (+1482);
- Sebastiana von Heusenstamma (+1555);
- Bertholda von Henneberg (+1504);
- Brendela von Homburg (+1569);
- Georga von Schönenburg (+1595);
- Henryka von der Leyen (+1714);

Ten typ rzeźby reprezentuje również płyta dedykowana Św. Bonifacemu (+754) gotycka z XIV w. Natomiast miejsce spoczynku świętego znajduje się w katedrze w Fuldzie w Hesji.

### Stalle
Do ścian zachodniego chóru przylegają rokokowe stalle wykonane w latach 1759–1765 przez Franza Antona Herrmana. Połączone w jedną całość trzy skrzydła są przestrzennie wieloplanową strukturą. Do zaplecków przylegają dwa rzędy siedzisk. Zaplecki w górnych partiach przybierają falisty kształt, zwieńczone są wydatnym belkowaniem które dźwigają przylegające do pilastrów rzeźby atlantów. Ze stallami zintegrowany jest tron arcybiskupi usytuowany przy absydzie, na osi zachodniego chóru. Powyżej, na baldachimie w otoczeniu licznych putt rzeźba Świętego Marcina w charakterystycznym dla tego świętego typie ikonograficznym – dzielącego się płaszczem z żebrakiem. Boczne skrzydła stalli wieńczą rzeźby arcybiskupów Moguncji – świętych Bonifacego i Willigisa.